# محمد عماد عياش
محمد عماد عياش لاعب كرة قدم قطري ، ولد في (27 فبراير 2001) ، يلعب لصالح نادي الدحيل في دوري نجوم قطر.

## مسيرة اللاعب
صعد للفريق الأول في نادي الدحيل في 2019 و أعير إلى النادي الأهلي ونادي الوكرة ونادي الريان و إلى النادي الأهلي مرة أخرى.

## روابط خارجية
- محمد عماد عياش على موقع Soccerway.com (الإنجليزية)